# Século XXXI a.C.
Século: Século XXXII a.C. - Século XXXI a.C. - Século XXX a.C.
Inicia no primeiro dia do ano 3100 a.C e termina no último dia do ano 3001 a.C.
O último dia do ano 3001 a.C., também marca o fim do 4º milênio a.C.

## Eventos

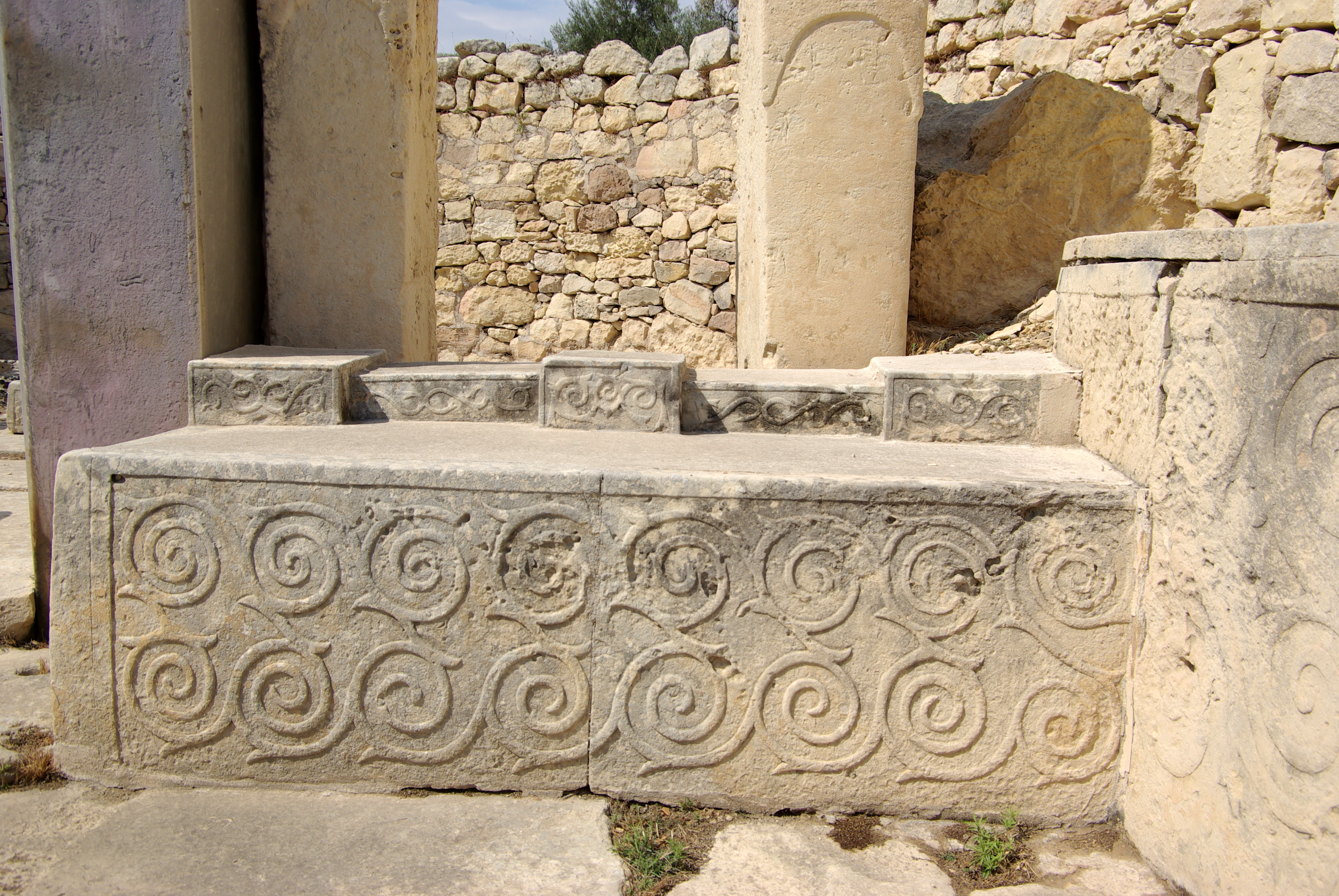
Espirais em bloco do altar dos Templos de Tarxien em Malta, descoberto por Sir Themistocles Zammit.

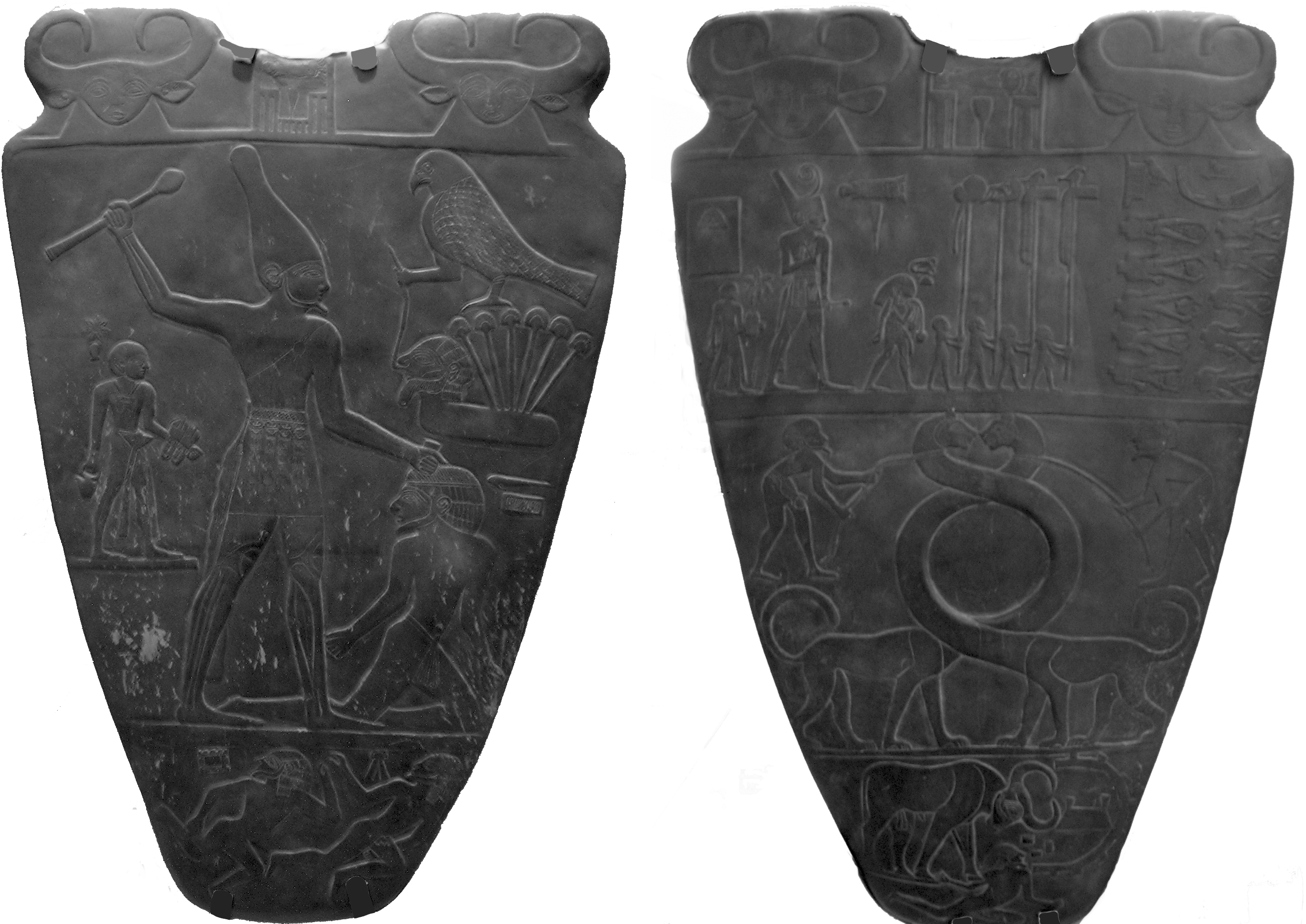
Frente e verso da Paleta de Narmer, este fasimile está em exposição no Museu Real de Ontário, em Toronto, Canadá. A Paleta mostra a unificação do Alto Egito e Baixo Egito por Narmer.

- cerca de 3100 a.C.: Narmer (Menés) unifica o Alto Egito e o Baixo Egito em um único país; ele rege esta nova nação de Mênfis.
- cerca de 3100 a.C.: Narmer, faraó, rege (outras datas seriam 3150 a.C.–3125 a.C.).
- cerca de 3100 a.C.: Período pré-dinástico do Egito (Neolítico) termina. (outra data seria 3150 a.C.)
- cerca de 3100 a.C.: Período protodinástico do Egito começa. (outra data seria 3150 a.C.)
- cerca de 3100 a.C.: Funcionamento do primeiro templo de Tarxien em Malta.[1]
- cerca de 3100 a.C.: Primeiro estágio da construção do Stonehenge.[2]
- cerca de 3100 a.C.–2600 a.C.: Skara Brae, Orkney Islands, Escócia é povoada. Descoberta em 1850.
- cerca de 3100 a.C.: Zigurate de Anu e o Templo Branco em Uruque, Mesopotâmia (moderna Uarca, Iraque) são construídos.
- cerca de 3100 a.C: Humanos desenvolvem um sistema de escrita, escrita cuneiforme.

## Personalidades
- Uazner, rei Sélquis, faraó do Período pré-dinástico do Egito.
- Narmer, fundador da I dinastia egípcia.
- Atótis, sucessor de Narmer.

## Invenções, descobertas, introduções
- Ideogramas chineses.
- Drenagem e sistema de esgoto na Civilização do Vale do Indo.
- Barragens, canais, esculturas de pedra utilizando plano inclinado e alavanca na Suméria.
- Pirâmides no Egito.
- Cobre usado em ferramentas e armas.
- cerca de 3100 a.C.: Invenção da escrita no Oriente Próximo.